# Malone meurt
Malone meurt est un roman en français de Samuel Beckett publié en 1951 aux éditions de Minuit.

## Structure
Dans ce deuxième volume de la trilogie débutée avec Molloy et achevée par L'Innommable, Beckett nous invite à faire, avec lui, un pas de plus dans la déchéance de l'homme, d'un homme, qui ne prend plus nom de Molloy, mais de Malone. Le lien entre les deux n'est pas clair, seulement suggéré. Et au fond, qu'importe le nom ?
Ce roman est donc écrit par Malone, grabataire dépendant d'une aide extérieure, anonyme et invisible, qui prend sommairement soin de lui. De son lit, Malone attend la fin en couchant sur son journal les pensées qu'il estime suffisamment sensées pour être rapportées.
Ces bribes d'attente (ou de vie) sont une alternance de plusieurs types de pensées de Malone. Des réflexions confiées à son journal, où il parle principalement de son état, à la fois physique et psychologique. Des conversations avec son lecteur auquel il explique son environnement, ses plans pour ne pas rater sa sortie, qu'il entend mettre en scène en nous racontant trois histoires : celle d'un homme, d'une femme et d'un objet inanimé. Des histoires, qu'il invente et raconte.
Pour meubler le temps, Malone convoque sous nos yeux les personnages de Sapo enfant, chez lui puis chez les Louis qu'il visite régulièrement, puis de Macmann, vieil homme dont on ne sait pas très bien l'âge, et qui  passe la majeure partie de son récit à St-Jean-de-Dieu, asile ou mouroir dont il est le pensionnaire. Les récits de la femme et de la pierre ne nous sont pas explicitement donnés, projets que Malone arrive pratiquement à abandonner, tout comme celui de faire la liste des objets lui appartenant.

« Mais mes notes ont une fâcheuse tendance, je l'ai compris enfin, à faire disparaître tout ce qui est censé en faire l'objet »

— Samuel Beckett, Malone meurt. p. 143
Tous ces récits sont à la première personne, comme dans Molloy, les questionnements sont les mêmes (vie, mort, absurdité de la condition humaine, inadéquation au monde etc.), et le style toujours aussi particulier, la syntaxe approximative, des sauts de ligne inattendus, des reprises faisant faire irruption aux ressentis de Malone au beau milieu de ses récits, lesquels sont eux-mêmes entrecoupés de ses impressions (ça avance).